# Кочерягин, Вячеслав
Вячеслав Кочерягин (латыш. Vjačeslavs Kočerjagins; род. 23 апреля 1962) — советский и латвийский легкоатлет, специалист по бегу на короткие дистанции. Выступал за сборные СССР и Латвии по лёгкой атлетике в середине 1980-х — начале 1990-х годов, призёр Кубка Европы, чемпион СССР, победитель первенств всесоюзного и республиканского значения, участник чемпионатов мира в помещении 1991 года в Севилье и 1993 года в Торонто. Представлял Даугавпилс и спортивное общество «Даугава». Тренер.

## Биография
Вячеслав Кочерягин родился 23 апреля 1962 года. Занимался лёгкой атлетикой в Даугавпилсе под руководством тренеров Ромуальда Зигмунда, Галины Петровны Бухариной, Валентина Владимировича Войнова, выступал за Латвийскую ССР, Советскую Армию, Школу высшего спортивного мастерства и добровольное спортивное общество «Даугава».
Первого серьёзного успеха на всесоюзном уровне добился в сезоне 1985 года, когда на чемпионате СССР в Ленинграде с армейской командой одержал победу в эстафете 4 × 400 метров.
В 1986 году в беге на 400 метров победил на зимнем чемпионате СССР в Москве, стартовал на Мемориале братьев Знаменских в Ленинграде, закрыл десятку сильнейших на Играх доброй воли в Москве.
В 1987 году на соревнованиях в Цахкадзоре установил личный рекорд в дисциплине 200 метров — 20,75.
В 1988 году в 400-метровом беге был четвёртым на соревнованиях в Сочи и на Мемориале Знаменских в Ленинграде, получил серебро на чемпионате СССР в Таллине и на международном турнире в Будапеште.
В 1989 году превзошёл всех соперников на Мемориале братьев Знаменских в Волгограде и на чемпионате СССР в Горьком, стал четвёртым на международном старте в Софии.
В 1990 году в беге на 200 метров финишировал четвёртым на всесоюзных соревнованиях в Москве.
В 1991 году в 200-метровой дисциплине выиграл серебряную медаль на зимнем чемпионате СССР в Волгограде. Благодаря череде удачных выступлений вошёл в основной состав советской сборной и удостоился права защищать честь страны на чемпионате мира в помещении в Севилье — в финале эстафеты 4 × 400 метров вместе с соотечественниками Дмитрием Головастовым, Владимиром Просиным и Валерием Стародубцевым занял в финале пятое место. Позднее на Кубке Европы во Франкфурте с рекордом Латвии 45,88 финишировал четвёртым в индивидуальном беге на 400 метров и показал второй результат в эстафете 4 × 400 метров — стал победителем мужского командного зачёта. На чемпионате страны в рамках X летней Спартакиады народов СССР в Киеве завоевал серебряную награду в 400-метровой дисциплине.
После распада Советского Союза Кочерягин продолжил спортивную карьеру в составе латвийской национальной сборной. Так, в 1993 году он представлял Латвию на чемпионате мира в помещении в Торонто — на предварительном квалификационном этапе бега на 200 метров был дисквалифицирован.
Завершив спортивную карьеру, по приглашению Игоря Казанова некоторое время работал тренером по физической подготовке в испанском футбольном клубе «Жирона», затем вернулся на родину и в течение многих лет тренировал спортсменов в Даугавпилсском олимпийском центре.